# Haris Delalić
Haris Delalić (Sarajevo, 24 aprile 1994) è un cestista bosniaco.

## Palmarès
- Campionato bosniaco: 1

Igokea: 2022-2023
- Coppa di Bosnia ed Erzegovina: 1

Igokea: 2023
- Coppa di Macedonia: 1

MZT Skopje: 2024